# Alessandro Farina
Pour les articles homonymes, voir Farina.
Alessandro Farina (né le 16 mai 1976 à Parme) est un ancien joueur italien de volley-ball. Il mesure 1,82 m et joue libero. Il totalise 27 sélections en équipe d'Italie.

## Clubs
| Club              | De        | À         |
| ----------------- | --------- | --------- |
| Pallavolo Parme   | 1993-1994 | 1997-1998 |
| Sisley Volley     | 1998-1999 | 2011-2012 |
| Blu Volley Vérone | 2012-2013 | ...       |

## Palmarès

### Club et équipe nationale
- Ligue mondiale
  - Finaliste : 2011
- Ligue des champions (2)
  - Vainqueur : 2000, 2006
  - Finaliste : 1994, 2001
- Coupe de la CEV (2)
  - Vainqueur : 1995, 2003
- Coupe de la CEV (1)
  - Vainqueur : 2011
- Supercoupe d'Europe (1)
  - Vainqueur : 1998
  - Finaliste : 1999
- Championnat d'Italie (6)
  - Vainqueur : 1999, 2001, 2003, 2004, 2005, 2007
  - Finaliste : 2002, 2006
- Coupe d'Italie (4)
  - Vainqueur : 2000, 2004, 2005, 2007
  - Finaliste : 1994, 1999, 2001, 2003
- Supercoupe d'Italie (7)
  - Vainqueur : 1998, 2000, 2001, 2003, 2004, 2005, 2007
  - Finaliste : 1999

### Distinctions individuelles
- Meilleur libero de la Ligue des champions 2007-2008